# Printronix
Printronix — компания по производству и разработке решений для печати в промышленной сфере.
Производит принтеры, способные печатать штрихкоды, производить печать на RFID-метки.
У компании 5 производственных площадок и 17 офисов обслуживания, работающих в США, Европе, Среднем Востоке, Африке и Азии.
2 октября 2007 года компания Vector Capital приобрела Printronix за $108 миллионов.